# Fidibus (film)
 For alternative betydninger, se Fidibus. (Se også artikler, som begynder med Fidibus)
Fidibus er en dansk spillefilm fra 2006. Filmen er Hella Joofs tredje film som instruktør og havde premiere 13. oktober 2006, hvor den åbnede i 68 danske biografer. Den var tidligere blevet vist på Roskildefestivalen 2006. Filmen er produceret af det lille selskab Fine & Mellow.

## Handling
Fidibus handler om Kalle (Rudi Køhnke), som er en ung studerende med kontakt til diverse mennesker der har adgang til hash og andet fra det kriminelle miljø. Uheldgivis ender han i gæld til sin gamle ven Paten (Jokeren), som sælger hash. Han ender derfor som stik-i-rend dreng (en såkaldt fidibus) sammen med sin gamle ven Agger (Jonatan Spang).
Det hele bliver dog værre, da Paten havner i fængsel. Kalle får derfor til opgave at passe på hans smukke, men halvtossede dame, Saby (Lene Maria Christensen). Kalle udvikler langsomt et forhold til Saby, og de bliver begge to forelskede i hinanden. Paten kommer selvfølgelig ud, og så falder hammeren for Kalle, der må redde Saby og sig selv ud af situationen.

## Medvirkende
- Jesper "Jokeren" Dahl – Paten
- Rudi Køhnke – Kalle
- Jonatan Spang – Agger
- Lene Maria Christensen – Sabrina "Saby"
- Søren Søndergaard Nielsen – Lange Peter
- Kirsten Lehfeldt – Kalles mor
- Mia Lyhne – Kalles søster Sidse
- Christian Mosbæk – Bent
- Anders Hove – Søren Hat
- Ditte Gråbøl – Lizzie
- Petrine Agger – Betjent 1
- Claus Gerving – Betjent 2
- Emma Tuborg – Ida

## Fidibus Soundtrack
1. Natasja - "Op med ho’det"
2. Chardel - "Run Away"
3. Bikstok Røgsystem - "Slangedans"
4. Nadia - "Let's Go"
5. Jokeren Feat. Mark Linn - "De Fire Købmand"
6. Charlie Brown - "Pretty Fly"
7. Medina - "Jeg Troede"
8. Karina Kappel - "One To Many"
9. Burhan G - "Live Ur Life"
10. Geolo g - "Gryn"
11. Ataf - "The Good S**t"
12. USO - "Pimp Slap De Haters"

## Ekstern henvisning
- Filmens officielle hjemmeside Arkiveret 1. november 2006 hos  Wayback Machine
- Produktionsselskabets hjemmeside Arkiveret 1. september 2006 hos  Wayback Machine
- Fidibus på Internet Movie Database (engelsk)
- Fidibus på Filmdatabasen
- Fidibus på danskefilm.dk
- Fidibus på danskfilmogtv.dk
- Fidibus på Scope
- Fidibus på Turner Classic Movies (engelsk)
- Fidibus på The Movie Database (engelsk)
- Fidibus på Rotten Tomatoes (engelsk)